# Església del Salvador sobre la Sang Vessada
L'església del Salvador sobre la Sang Vessada (en rus Храм Спа́са на Крови́, Khram Spassa na Kroví) és una  església de Sant Petersburg, situada a la vora del canal de Griboiédov prop del parc del Museu Rus i de l'avinguda Nevski. El nom oficial és el de catedral de la Resurrecció de Crist (Собо́р Воскресе́ния Христо́ва, Sobor Voskressénia Khristova), i va ser construïda sobre el lloc on el tsar Alexandre II de Rússia va ser assassinat, víctima d'un atemptat, el 13 de març de 1881 (1 de març per al calendari julià, en vigor en aquesta època).